# James Bowie

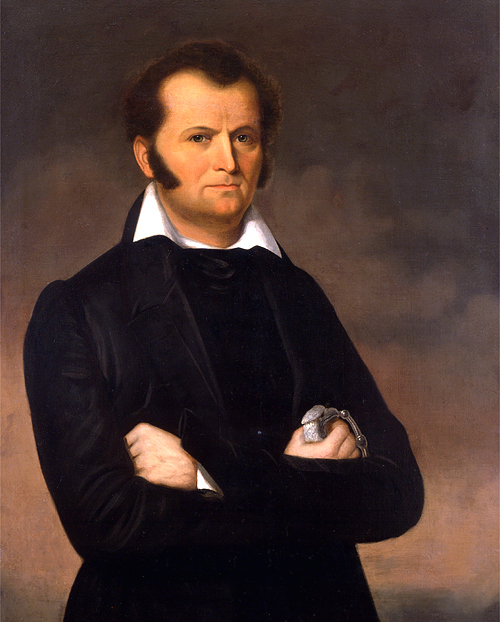
James „Jim“ Bowie

James „Jim“ Bowie (* 10. April 1796 in Kentucky; † 6. März 1836 in Fort Alamo, San Antonio, Republik Texas) war ein US-amerikanischer Pionier und Soldat. Bekannt wurde er durch seine Teilnahme am Texanischen Unabhängigkeitskrieg, in dessen Verlauf er während der Belagerung der Alamo-Mission in der Schlacht von Alamo fiel.
Er wurde in Kentucky geboren und verbrachte den Großteil seines Lebens in Louisiana, bevor er nach Texas ging, um sich der Texas Revolution anzuschließen. Bowie ist außerdem für sein Messer bekannt, das er mit sich führte, das „Bowie-Messer“. In einer Vielzahl von Erzählungen und Geschichten über den Wilden Westen wird er als einer der Helden verehrt.

## Frühe Jahre
Bowie wurde in Logan County, Kentucky (heutzutage Simpson County), geboren, verbrachte aber die größte Zeit seiner Kindheit in Louisiana. Er war der Sohn von Rezin (oder Reason) Bowie und Elve Ap-Catesby Jones (oder Johns). Die Familie zog im Jahre 1800 nach Madrid im heutigen Missouri, bevor sie sich 1801 in Catahoula Parish in Louisiana niederließ. Acht Jahre später kaufte Rezin 256 Hektar Land am Vermilion River im Attakapas County.
Bowie verbrachte viel Zeit mit Jagen und Angeln. Der Überlieferung nach soll er Alligatoren mit dem Lasso gefangen, Wildpferde gezähmt und Bären gefangen haben. Als junger Mann soll er in Avoyelles Parish und Rapides Parish als Flößer Holzstämme durch die Bayous zum Markt gebracht haben.
Während des Krieges von 1812 schlossen sich Bowie und sein Bruder Rezin jr. der Louisiana-Miliz unter dem Kommando von Oberst Colman Martin an, in der sie gegen die Briten bei New Orleans kämpften. Nach dem Ende des Krieges blieben sie zunächst in New Orleans und kehrten erst 1815 nach Hause zurück. Obwohl der US-Kongress bereits sieben Jahre zuvor die Einfuhr von Sklaven offiziell verboten hatte, stiegen die Brüder Bowie in den Sklavenhandel ein. Sie kauften illegal Sklaven vom Piraten Jean Laffite und verkauften sie in St. Landry Parish weiter. Als sie 65.000 US-Dollar verdient hatten, beendeten sie den Sklavenhandel und kümmerten sich fortan um Grundstücksspekulationen.

## Bowie-Messer

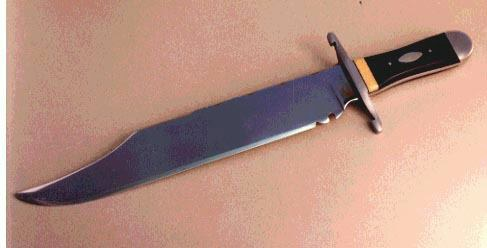
Bowie-Messer

Neben seinem plötzlichen Reichtum war Bowie auch für sein ungezügeltes Temperament bekannt. Im Jahre 1826 forderte er Norris Wright, den Sheriff von Rapides Parish, zu einem Duell heraus. Wright war neben seiner Tätigkeit als Sheriff auch der örtliche Banker und hatte Bowie einen Kredit verweigert. Mit Glück überlebte Bowie das Duell, da die aus kurzer Entfernung abgefeuerte Kugel abgelenkt wurde. Sein Bruder Rezin jr. schenkte ihm daraufhin zu seiner Sicherheit ein großes Messer, das Bowie fortan immer mit sich führte. Dieses Messer, das später als Bowie-Messer bekannt wurde, hatte eine sehr große und breite Klinge von 23,5 cm Länge und ca. 4 cm Breite.
Im folgenden Jahr erlangte Bowie erneut Aufmerksamkeit, als er mit seinem Messer in einen Kampf auf einer Sandbank nahe Natchez, Mississippi verwickelt wurde, der als „Sandbar fight“ bekannt wurde. Dabei verloren mehrere Personen ihr Leben, und auch Bowie wurde dabei verletzt. Die Auseinandersetzung hatte ihren Ursprung in einem unentschiedenen Duell zwischen Samuel Levi Wells III und Dr. Thomas Maddox, deren Schüsse nicht getroffen hatten. Ein Zuschauer des Duells schoss daraufhin und traf einen anderen Zuschauer. Im Anschluss schoss Bowie auf den Schützen, verfehlte ihn aber. Der ebenfalls anwesende Norris Wright schoss zur Begleichung alter Rechnungen auf Bowie und traf ihn diesmal im Bauchbereich. Trotz seiner Verletzung griff Bowie Wright mit seinem Messer an. Mehrere andere Anwesende kamen Wright mit ihren Messern zu Hilfe, und es kam zu einem Messerkampf, den Bowie durch die Größe seines Messers gewinnen konnte. Er verletzte und tötete einige seiner Gegner. Dieser Kampf verfestigte im Süden Bowies Ruf als hervorragender Messerkämpfer, und bald wollten viele Männer beim Schmied ein Messer im Stil des Bowie-Messers angefertigt haben.

## Ende der 1820er Jahre
In den späten 1820er Jahren konzentrierte sich Bowie hauptsächlich auf seine Grundstücksgeschäfte in Süd-Louisiana und ließ sich in New Orleans nieder. Im Jahre 1829 verlobte er sich mit Cecilia Wells, jedoch verstarb sie zwei Wochen vor der Hochzeit am 29. September 1829 in Alexandria. Zusammen mit seinem Bruder Rezin jr. baute er daraufhin eine 720 Hektar große Zuckerplantage in Acadia bei Thibodaux auf, auf der sie die erste dampfgetriebene Zuckermühle des Staates betrieben.

## Texas
Am 1. Januar 1830 verließen Bowie und sein Freund Isaac Donoho Thibodaux in Richtung Texas. Sie folgten einer Einladung von Thomas F. McKinney, einem der ersten Kolonisten in Texas. Anhand von Aufzeichnungen lässt sich nachvollziehen, dass sie einen Zwischenstopp in Nacogdoches auf der Farm von Jared E. Groce am Brazos River einlegten. Ihr Weg führte sie weiter über San Felipe nach San Antonio. Dort ließen sie sich nieder, und Bowie begann erneut mit Grundstücksgeschäften. Er versuchte außerdem, sein Einkommen mit Glücksspiel aufzubessern, wobei er aber oft nur Schulden anhäufte. Ende des Jahres 1830 trat Bowie zum katholischen Glauben über und ließ sich taufen. Außerdem wurde er mexikanischer Staatsbürger und kaufte eine Textilfabrik in Coahuila. Im folgenden Jahr heiratete er Ursula Maria de Veramendi, die Tochter des Gouverneurs von Texas, nachdem er über sein Vermögen und sein Alter falsche Angaben gemacht hatte.

## San Saba Mine
Kurz nach seiner Heirat hörte Bowie die Geschichte der vergessenen Los Almagres Mine, die sich irgendwo westlich von San Antonio in der Nähe der Ruinen der Santa Cruz de San Sabá-Mission befinden sollte. Er besorgte sich schnell eine Genehmigung der mexikanischen Regierung, um eine Expedition in das Indianerland zu führen, um die legendäre Silbermine zu suchen. Am 2. November brach er mit seinem Bruder Rezin jr. und neun Männern nach San Sabá auf. Sechs Meilen vor ihrem Ziel bemerkten sie, dass sie von einem Trupp kriegerischer Indianer verfolgt wurden. Sie stoppten und wollten mit den Indianern verhandeln. Dies misslang, und Bowie und seine Männer mussten in den nächsten dreizehn Stunden um ihr Leben kämpfen. Als sich die Indianer schließlich zurückzogen, hatte Bowie aber nur einen Mann verloren, während über 40 Indianer getötet und 30 weitere verwundet worden waren. Bowie zog sich nach San Antonio zurück, um von dort aus einen weiteren Versuch zu starten. Im Januar 1832 zog er erneut mit einer größeren Gruppe los. Nach zweieinhalb Monaten erfolgloser Suche musste er aber erneut die Expedition abbrechen.

## Texas’ Unabhängigkeit
Mittlerweile waren zwischen der großteils US-amerikanischen Bevölkerung von Texas und den mexikanischen Behörden Spannungen aufgekommen. Als Bowie im Juli 1832 in Natchez (Mississippi) war, hörte er davon, dass der mexikanische Kommandant des texanischen Nacogdoches, José de las Piedras, alle Einwohner aufgefordert hatte, ihre Waffen abzugeben. Daraufhin kehrte Bowie nach Texas zurück und führte 300 Bewaffnete nach Nacogdoches, wo er die mexikanische Garnison belagerte. In der darauf folgenden Schlacht von Nacogdoches verlor Piedras 33 Männer, und die mexikanische Armee floh anschließend im Schutze der Nacht. Bowie und 18 seiner Begleiter verfolgten diese, stellten sie und führten sie als Gefangene zurück nach Nacogdoches. Piedras allerdings war die Flucht gelungen.
Im darauffolgenden Herbst erholte sich Bowie gerade wiederum in Natchez vom Gelbfieber, als er erfuhr, dass seine Frau Ursula, ihre Tochter sowie auch ihre Eltern an der Cholera gestorben waren. Daraufhin wurde Bowie zum Trinker.

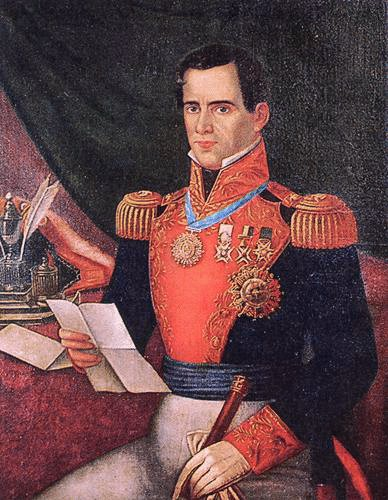
General Santa Anna

Nachdem die mexikanische Regierung im Jahr 1834 durch den Erlass neuer Gesetze Grundstücksspekulationen wieder erlaubt hatte, betätigte sich Bowie erneut auf diesem Gebiet. Er wurde von der Regierung als Grundstücksbeauftragter eingesetzt und vermarktete das Gebiet, das John T. Mason gekauft hatte. Seine Tätigkeit endete im Mai 1835, als General Santa Anna die Regierung von Coahuila-Texas absetzte und anordnete, alle Texaner, die Geschäfte im Monclovagebiet tätigten, einzusperren. Dazu zählte auch Bowie. Bowie floh aus Mexiko und begab sich in die San-Felipe-Nacogdoches-Region in Texas.
Santa Anna bereitete sich auf einen Krieg vor und sandte große Truppenteile nach Texas, wo auch die Amerikaner mittlerweile zum Krieg aufriefen. Bowie arbeitete mit William Travis zusammen, dem Anführer der Kriegsbefürworter, um weitere Unterstützer zu finden. Er besuchte sogar einige Indianerdörfer in Osttexas und versuchte die Stämme zu überreden, gegen Mexiko zu kämpfen.
Im September 1835 wurde Stephen F. Austin zum Kommandanten der Freiwilligenarmee ernannt, die für die texanische Unabhängigkeit kämpfen sollte. Bowie schloss sich zusammen mit einigen Freunden aus Louisiana dieser Armee an und wurde von Austin zum Colonel ernannt. Im Auftrag von Austin und General Sam Houston, der die reguläre texanische Armee befehligte, wurden Bowie und Captain James W. Fannin in die Gegend südlich von Bexar geschickt, um dort Aufklärung zu betreiben. Am 28. Oktober wurden Bowie und seine 92 Reiter von 300 mexikanischen Reitern und 100 Infanteristen angegriffen. Am Ende des Kampfes hatte Bowie nur einen Mann verloren, während die Mexikaner 16 Tote und 16 Verletzte zu beklagen hatten.
Nach dieser Schlacht legte Bowie sein Kommando nieder, weil er zwar nötigenfalls an Kämpfen teilnehmen, aber nicht in eine formale militärische Organisation eingebunden sein wollte. Schon im November 1835 kehrte er aber zur Armee zurück, als er zusammen mit 40 Reitern einen Nachschubzug der mexikanischen Armee überfiel. Der Zug sollte Vieh zur mexikanischen Garnison bringen und wurde von mexikanischen Truppen bewacht. Dieser Vorfall wurde als Grass Fight („Graskampf“) bekannt.

## Alamo

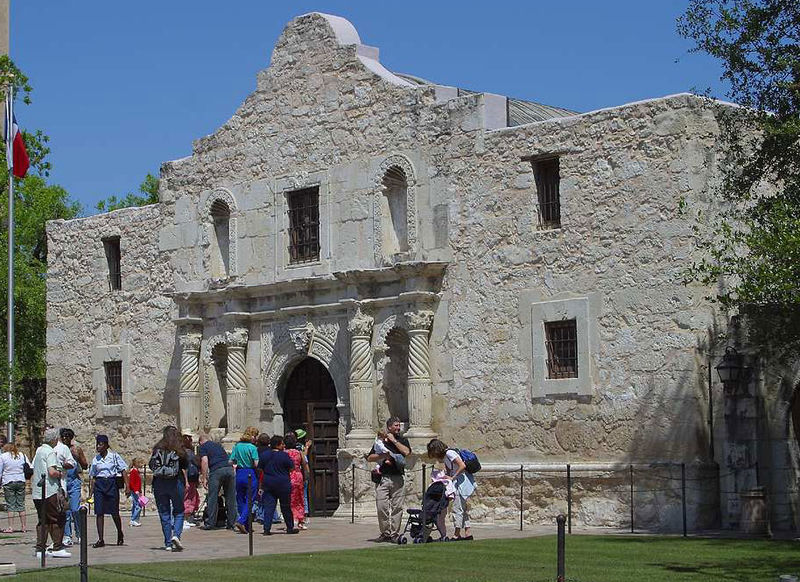
Fort Alamo bei San Antonio

Im Januar 1836 kam Bowie mit 30 Männern in Bexar an, um befehlsgemäß die dortigen Befestigungen zu zerstören. Er schrieb jedoch dem Gouverneur, dass das Fort Alamo als strategisch wichtiger Punkt erhalten werden sollte. Bowie und seine Männer schlossen sich den bereits dort versammelten 79 Männern an, um Alamo zu verteidigen. In den nächsten Wochen erschienen noch William Travis mit 30 Männern und Davy Crockett mit zwölf weiteren. Nachdem der Kommandant des Forts, Oberst James C. Neill, die Mission verlassen hatte, wählten die verbliebenen Männer Bowie zu ihrem Anführer. Das war für Bowie Anlass, sich zu betrinken. Wegen seiner erneut offensichtlich gewordenen Trunksucht stimmte Bowie schließlich zu, das Kommando mit Travis zu teilen.
Die mexikanische Armee erschien mit 1500 Reitern im späten Februar in Bexar und forderte die Texaner auf, sich zu ergeben. Bowie weigerte sich zwar, war aber durch einen Anfall fortgeschrittener Tuberkulose am 24. Februar nicht mehr in der Lage, das Kommando zu führen. Er war fortan bettlägerig. Die Kämpfe um Alamo dauerten bis zum 6. März, schließlich kam Bowie wie alle anderen Verteidiger ums Leben.
Der Bürgermeister von Bexar, Francisco Ruiz, identifizierte die Leiche Bowies im Auftrag Santa Annas, weil dieser sicher sein wollte, dass Bowie wirklich tot war.

## Sonstiges
James Bowie war Freimaurer und Mitglied der texanischen „Holland Lodge No. 1“.